# Brabantský šíp 2023
63. ročník jednodenního cyklistického závodu Brabantský šíp se konal 12. dubna 2023 v Belgii. Vítězem se stal Francouz Dorian Godon z týmu AG2R Citroën Team. Na druhém a třetím místě se umístili Ir Ben Healy (EF Education–EasyPost) a Francouz Benoît Cosnefroy (AG2R Citroën Team). Závod byl součástí UCI ProSeries 2023 na úrovni 1.Pro.

## Týmy
Závodu se zúčastnilo 11 z 18 UCI WorldTeamů a 9 UCI ProTeamů. Každý tým přijel se sedmi závodníky kromě týmů Arkéa–Samsic, EF Education–EasyPost, Q36.5 Pro Cycling Team, Team Bahrain Victorious a Trek–Segafredo s šesti jezdci a týmu Cofidis s pěti jezdci. Na start se tak postavilo 133 jezdců. Do cíle v Overijse dojelo 61 z nich.
UCI WorldTeamy
- AG2R Citroën Team
- Alpecin–Deceuninck
- Arkéa–Samsic
- Cofidis
- EF Education–EasyPost
- Ineos Grenadiers
- Intermarché–Circus–Wanty
- Soudal–Quick-Step
- Team Bahrain Victorious
- Trek–Segafredo
- UAE Team Emirates

UCI ProTeamy
- Bingoal WB
- Bolton Equities Black Spoke
- Human Powered Health
- Israel–Premier Tech
- Lotto–Dstny
- Q36.5 Pro Cycling Team
- Team Flanders–Baloise
- Tudor Pro Cycling Team
- Uno-X Pro Cycling Team

## Výsledky
| Pořadí | Jezdec                 | Tým                    | Čas        |
| ------ | ---------------------- | ---------------------- | ---------- |
| 1      | Dorian Godon (FRA)     | AG2R Citroën Team      | 4h 51' 10" |
| 2      | Ben Healy (IRL)        | EF Education–EasyPost  | + 1"       |
| 3      | Benoît Cosnefroy (FRA) | AG2R Citroën Team      | + 21"      |
| 4      | Rémi Cavagna (FRA)     | Soudal–Quick-Step      | + 24"      |
| 5      | Axel Zingle (FRA)      | Cofidis                | + 25"      |
| 6      | Alexander Kamp (DEN)   | Tudor Pro Cycling Team | + 25"      |
| 7      | Arnaud De Lie (BEL)    | Lotto–Dstny            | + 25"      |
| 8      | Andrea Bagioli (ITA)   | Soudal–Quick-Step      | + 25"      |
| 9      | Toms Skujiņš (LAT)     | Trek–Segafredo         | + 25"      |
| 10     | Kim Heiduk (GER)       | Ineos Grenadiers       | + 25"      |